# Jalen Neal
Jalen Neal (Lakewood, 2003. augusztus 24. –) amerikai válogatott labdarúgó, a Montréal hátvédje.

## Pályafutása

### Klubcsapatokban
Neal a kaliforniai Lakewood városában született. Az ifjúsági pályafutását a LA Galaxy akadémiájánál kezdte.
2020-ban mutatkozott be a LA Galaxy tartalék, majd 2023-ban az első osztályban szereplő felnőtt keretében. Először a 2023. március 5-ei, Dallas ellen 3–1-re elvesztett mérkőzés 65. percében, Kelvin Leerdam cseréjeként lépett pályára. Első gólját 2023. április 2-án, a Seattle Sounders ellen hazai pályán 2–1-es vereséggel zárult találkozón szerezte meg. 2025. január 6-án a Montréal szerződtette.

### A válogatottban
Neal az U16-os és az U20-as korosztályú válogatottban is képviselte Amerikát.
2023-ban debütált a felnőtt válogatottban. Először a 2023. január 26-ai, Szerbia ellen 2–1-re elvesztett mérkőzésen lépett pályára.

## Statisztikák
2023. június 11. szerint
| Klub      | Szezon   | Osztály  | Bajnokság | Bajnokság | Kupa  | Kupa | Nemzetközi | Nemzetközi | Összesen | Összesen |
| Klub      | Szezon   | Osztály  | Meccs     | Gól       | Meccs | Gól  | Meccs      | Gól        | Meccs    | Gól      |
| --------- | -------- | -------- | --------- | --------- | ----- | ---- | ---------- | ---------- | -------- | -------- |
| LA Galaxy | 2022     | MLS      | 0         | 0         | 1     | 0    | 1          | 0          | 2        | 0        |
| LA Galaxy | 2023     | MLS      | 16        | 1         | 2     | 0    | —          | —          | 18       | 1        |
| Összesen  | Összesen | Összesen | 16        | 1         | 3     | 0    | 1          | 0          | 20       | 1        |

### A válogatottban
| Válogatott       | Év       | Pályára lépés | Gól |
| ---------------- | -------- | ------------- | --- |
| Egyesült Államok | 2023     | 6             | 0   |
| Összesen         | Összesen | 6             | 0   |

## Sikerei, díjai
Los Angeles Galaxy
- MLS
  - Bajnok (1): 2024

Amerikai U20-as válogatott
- U20-as CONCACAF-bajnokság
  - Győztes (1): 2022